# Thurn und Taxis
Thurn und Taxis – niemiecka rodzina książęca, która w XVI wieku odegrała kluczową rolę w kształtowaniu się europejskiej poczty oraz zasłynęła jako właściciele browarów i licznych zamków. Dzięki sprawowaniu urzędu generalnego poczmistrza w Rzeszy Niemieckiej i Niderlandach Hiszpańskich zdobyli i ugruntowali bogactwo swojego rodu. W XIX wieku byli jednymi z największych posiadaczy ziemskich na terenach niemieckich.
W XIII wieku lombardzka rodzina de la Torre (torre po włosku znaczy „wieża”) rezydowała w Bergamo. Wieża (niem. Turm) w rodzinnym herbie stała się Thurn, a borsuk (wł. tasso, niem. Dachs) przekształcił się w Taxis.
Rodzina Thurn und Taxis posiada następujące tytuły arystokratyczne:
- książę (duque) von Thurn und Taxis w Niderlandach Hiszpańskich (1681)
- książę (Fürst) von Thurn und Taxis w Świętym Cesarstwie Rzymskim (1695)
- książę (Herzog) von Krotoszyn (1819) w Prusach
- książę (Herzog) von Wörth und Donaustauf (1899) w Bawarii.

## Dynastia Thurn und Taxis

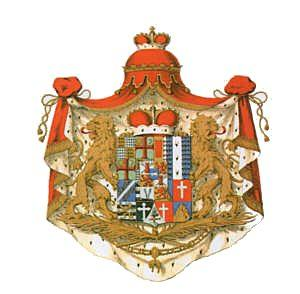
Herb książęcej rodziny von Thurn und Taxis

### Generalny poczmistrz Świętego Cesarstwa Rzymskiego
| 1490:      | Janetto, Franz i Johann Baptista von Taxis rozpoczęli służbę u Maksymiliana I      |
| 1501–1517: | Franz von Taxis (niderlandzki poczmistrz generalny 1512)                           |
| 1517–1541: | bratanek Johann Baptista von Taxis                                                 |
| 1541–1543: | Franz II von Taxis (syn Johanna Baptisty)                                          |
| 1544–1612: | Leonhard I von Taxis (brat Franza II. von Taxis; od 1608 baron Rzeszy)             |
| 1612–1624: | baron Lamoral von Taxis (od 1624 hrabia Rzeszy)                                    |
| 1624–1628: | hrabia Leonhard II von Taxis                                                       |
| 1628–1646: | hrabianka Alexandrine von Taxis, ur. de Rye, regentka do czasu pełnoletniości syna |
| 1646–1676: | hrabia Lamoral Claudius Franz von Thurn und Taxis (zmiana nazwiska 1650)           |
| 1676–1714: | hrabia Eugen Alexander von Thurn und Taxis (od 1695 książę Rzeszy)                 |
| 1714–1739: | książę Anselm Franz von Thurn und Taxis                                            |
| 1739–1773: | książę Alexander Ferdinand von Thurn und Taxis                                     |
| 1773–1805  | książę Karl Anselm von Thurn und Taxis                                             |

W 1806 zlikwidowano urząd generalnego poczmistrza Rzeszy.

### Głowa rodu Thurn und Taxis od 1805/06
| 1805–1827: | książę Karl Alexander von Thurn und Taxis   |
| 1827–1871: | książę Maximilian Karl von Thurn und Taxis  |
| 1871–1885: | książę Maximilian Maria von Thurn und Taxis |
| 1885–1918: | książę Albert I von Thurn und Taxis         |

### Głowa rodu Thurn und Taxis od 1918/19
| 1918–1952: | Albert I von Thurn und Taxis                             |
| 1952–1971: | Franz Joseph von Thurn und Taxis                         |
| 1971–1982: | Karl August von Thurn und Taxis                          |
| 1982–1990: | Johannes von Thurn und Taxis                             |
| od 1990:   | Albert II von Thurn und Taxis (do 2001 pod opieką matki) |